# بارویک (جورجیا)
بارویک، جورجیا (به انگلیسی: Barwick, Georgia) در ایالات متحده آمریکا با جمعیت ۳۸۶ نفر است که در جورجیا واقع شده‌است.

## موقعیت جغرافیایی
موقعیت جغرافیایی شهرها و مناطق اطراف به شرح زیر است: